# Vladímir Myasishchev
Vladímir Mijáilovich Miasíshchev (en ruso: Владимир Михайлович Мясищев 1902–1978) fue un diseñador soviético de aviones, Mayor General de ingenieros en 1944, Héroe del Trabajo Socialista en 1957, doctor en Ciencias Técnicas en 1959, Trabajador Científico Honorífico de la RSFSR en 1972.

## Biografía
Después de su graduación en la Universidad Técnica Estatal Bauman de Moscú (en ruso: Московский государственный технический университет им. Н. Э. Баумана) en 1926, Miasíshchev trabajó en la Oficina de Diseño Túpolev, y tomó parte en la construcción de aviones como el TB-1, el Tupolev TB-3 y el Tupolev ANT-20 Maksim Gorky.
En 1938, Miasíshchev fue víctima de la campaña de represión. En su cautiverio, trabajó en la oficina central de diseño N.º 29 del NKVD en Moscú (ЦКБ-29 НКВД), bajo la guía de Vladímir Petliakov, diseñando el bombardero Petliakov Pe-2. En 1940, después de su liberación, Miasíshchev dirigió la oficina de diseño (en el mismo edificio), trabajando en el bombardero de gran altitud y radio de acción Miasíshchev DVB-102 (ДВБ-102).
En 1946 - 1951, Miasíshchev dirigió la facultad, para luego convertirse en el Decano del Departamento de Diseño Aeronáutico en el Instituto de Aviación de Moscú. En 1956, se convirtió en el diseñador jefe de aeronaves. Entre 1960 y 1967, Miasíshchev fue nombrado jefe del Instituto Central de Aerohidrodinámica (TsAGI). Entre 1967 y 1978, Miasíshchev fue nombrado jefe del diseño aeronáutico de la Fábrica de Construcción de Maquinaria Experimental, que llevará su nombre en 1981.
Miasíshchev diseñó diferentes tipos de aviones militares, incluyendo el Petliakov Pe-2 en su versión "B", "I" y "M", el DB-108, Miasíshchev M-4, Miasíshchev 3M, Miasíshchev M-50. También diseño aviones de carga como el Miasíshchev VM-T "Atlant" y el avión de alta altitud M-17 Stratosfera. Los aviones Miasíshchev, los 3M t M-4, tienen 19 récords mundiales, y el M-17 "Stratosfera" veinte.
Miasíshchev recibió en 1957 el Premio Lenin.